# NIFL Premiership 2023-24
La NIFL Premiership 2023-24 fue la 123.ª edición de la máxima categoría del fútbol de Irlanda del Norte. Comenzó el 4 de agosto de 2023 y finalizó el 27 de abril de 2024.

## Formato
Los 12 equipos participantes jugaron entre sí todos contra todos tres veces totalizando 33 partidos cada uno. Al término de la fecha 33, los 6 primeros clasificados pasaron al Grupo por el campeonato y los 6 restantes lo hicieron al Grupo por la permanencia.
En el grupo por el campeonato los seis equipos jugaron entre sí todos contra todos una vez totalizando 38 partidos cada uno. Al término de la fecha 38, el primer clasificado se coronó campeón y obtuvo un cupo para la primera ronda de la Liga de Campeones de la UEFA 2024-25, mientras que el segundo consiguió un cupo para la primera ronda de la Liga Europa Conferencia 2024-25. El último cupo a dicho torneo fue establecido mediante play-offs clasificatorios.
En el grupo descenso los seis equipos jugaron entre sí todos contra todos una vez totalizando 38 partidos cada uno. Al término de la fecha 38, el penúltimo clasificado jugó el partido por la permanencia contra el tercer puesto de la NIFL Championship 2023-24 por un lugar en la próxima temporada, y el último clasificado descendió directamente a la NIFL Championship 2024-25.
Un tercer cupo para la primera ronda de la Liga Europa Conferencia 2024-25 fue asignado al campeón de la Copa de Irlanda del Norte.

## Equipos participantes

### Relevos
| Pos  | Descendidos de NIFL Premiership |
| ---- | ------------------------------- |
| 12.º | Portadown                       |

| Pos | Ascendidos de NIFL Championship |
| --- | ------------------------------- |
| 1.º | Loughgall                       |

### Información de los equipos
| Club             | Ciudad        | Estadio                     | Capacidad |
| ---------------- | ------------- | --------------------------- | --------- |
| Ballymena United | Ballymena     | Ballymena Showgrounds       | 3050      |
| Carrick Rangers  | Carrickfergus | Taylors Avenue              | 4500      |
| Cliftonville     | Belfast       | Solitude                    | 2530      |
| Coleraine        | Coleraine     | The Showgrounds (Coleraine) | 2496      |
| Crusaders        | Belfast       | Seaview                     | 3383      |
| Dungannon Swifts | Dungannon     | Stangmore Park              | 5000      |
| Glenavon         | Lurgan        | Mourneview Park             | 4160      |
| Glentoran        | Belfast       | The Oval                    | 6054      |
| Larne            | Larne         | Inver Park                  | 2000      |
| Linfield         | Belfast       | Windsor Park                | 18614     |
| Loughgall        | Loughgall     | Lakeview Park               | 1300      |
| Newry City       | Newry         | The Showgrounds (Newry)     | 2275      |

## Primera fase

### Clasificación
| Pos. | Equipo           | Pts. | PJ | G  | E | P  | GF | GC | Dif. | Clasificación            |
| ---- | ---------------- | ---- | -- | -- | - | -- | -- | -- | ---- | ------------------------ |
| 1    | Larne            | 80   | 33 | 24 | 8 | 1  | 69 | 17 | +52  | Grupo por el campeonato  |
| 2    | Linfield         | 78   | 33 | 25 | 3 | 5  | 76 | 35 | +41  | Grupo por el campeonato  |
| 3    | Cliftonville     | 70   | 33 | 22 | 4 | 7  | 73 | 30 | +43  | Grupo por el campeonato  |
| 4    | Glentoran        | 56   | 33 | 16 | 8 | 9  | 68 | 37 | +31  | Grupo por el campeonato  |
| 5    | Crusaders        | 55   | 33 | 16 | 7 | 10 | 55 | 36 | +19  | Grupo por el campeonato  |
| 6    | Coleraine        | 41   | 33 | 11 | 8 | 14 | 41 | 57 | −16  | Grupo por el campeonato  |
| 7    | Loughgall        | 39   | 33 | 11 | 6 | 16 | 50 | 59 | −9   | Grupo por la permanencia |
| 8    | Carrick Rangers  | 38   | 33 | 11 | 5 | 17 | 43 | 65 | −22  | Grupo por la permanencia |
| 9    | Glenavon         | 34   | 33 | 10 | 4 | 19 | 40 | 60 | −20  | Grupo por la permanencia |
| 10   | Dungannon Swifts | 32   | 33 | 8  | 8 | 17 | 52 | 67 | −15  | Grupo por la permanencia |
| 11   | Ballymena United | 19   | 33 | 5  | 4 | 24 | 20 | 63 | −43  | Grupo por la permanencia |
| 12   | Newry City       | 17   | 33 | 4  | 5 | 24 | 22 | 83 | −61  | Grupo por la permanencia |

Actualizado a los partidos jugados el 2 de abril de 2024.
 Fuente: NIFL Premiership, Soccerway
Criterios de clasificación: Puntos · Diferencia de goles · Goles a favor · Enfrentamientos directos · Diferencia de goles en enfrentamientos directos · Sorteo.

## Grupo por el campeonato

### Clasificación
| Pos. | Equipo       | Pts. | PJ | G  | E  | P  | GF | GC | Dif. | Clasificación 2024-25                       |
| ---- | ------------ | ---- | -- | -- | -- | -- | -- | -- | ---- | ------------------------------------------- |
| 1    | Larne (C)    | 90   | 38 | 27 | 9  | 2  | 85 | 21 | +64  | Primera ronda de la Liga de Campeones       |
| 2    | Linfield     | 85   | 38 | 26 | 7  | 5  | 82 | 40 | +42  | Primera ronda de la Liga Europa Conferencia |
| 3    | Cliftonville | 75   | 38 | 23 | 6  | 9  | 80 | 43 | +37  | Segunda ronda de la Liga Europa Conferencia |
| 4    | Crusaders    | 64   | 38 | 19 | 7  | 12 | 61 | 43 | +18  | Play-offs para la Liga Europa Conferencia   |
| 5    | Glentoran    | 60   | 38 | 17 | 9  | 12 | 74 | 43 | +31  | Play-offs para la Liga Europa Conferencia   |
| 6    | Coleraine    | 46   | 38 | 12 | 10 | 16 | 47 | 69 | −22  | Play-offs para la Liga Europa Conferencia   |

Actualizado a los partidos jugados el 27 de abril de 2024.
 Fuente: NIFL Premiership, Soccerway
Criterios de clasificación: Puntos · Diferencia de goles · Goles a favor · Enfrentamientos directos · Diferencia de goles en enfrentamientos directos · Sorteo.
Notas:
1. ↑  EL Cliftonville se clasificó a la Segunda ronda de la Liga Europa Conferencia por ser campeón de la copa de Irlanda del Norte 2023-24

## Grupo por la permanencia

### Clasificación
| Pos. | Equipo               | Pts. | PJ | G  | E | P  | GF | GC | Dif. | Clasificación 2024-25                     |
| ---- | -------------------- | ---- | -- | -- | - | -- | -- | -- | ---- | ----------------------------------------- |
| 1    | Carrick Rangers      | 50   | 38 | 15 | 5 | 18 | 54 | 72 | −18  | Play-offs para la Liga Europa Conferencia |
| 2    | Dungannon Swifts     | 47   | 38 | 13 | 8 | 17 | 64 | 69 | −5   |                                           |
| 3    | Loughgall            | 45   | 38 | 13 | 6 | 19 | 60 | 68 | −8   |                                           |
| 4    | Glenavon             | 37   | 38 | 11 | 4 | 23 | 45 | 70 | −25  |                                           |
| 5    | Ballymena United (O) | 28   | 38 | 8  | 4 | 26 | 29 | 70 | −41  | Promoción por la permanencia              |
| 6    | Newry City (D)       | 17   | 38 | 4  | 5 | 29 | 26 | 99 | −73  | Descenso a la NIFL Championship           |

Actualizado a los partidos jugados el 27 de abril de 2024.
 Fuente: NIFL Premiership, Soccerway
Criterios de clasificación: Puntos · Diferencia de goles · Goles a favor · Enfrentamientos directos · Diferencia de goles en enfrentamientos directos · Sorteo.

## Play-offs para la Liga Europa Conferencia 2024-25
|  | Semifinales | Semifinales     | Semifinales |           |   | Final     | Final | Final |  |
|  |             |                 |             |           |   |           |       |       |  |
|  |             |                 |             |           |   |           |       |       |  |
|  | 4           | Crusaders       | 3           |           |   |           |       |       |  |
|  | 4           | Crusaders       | 3           |           |   |           |       |       |  |
|  | 7           | Carrick Rangers | 1           |           |   |           |       |       |  |
|  | 7           | Carrick Rangers | 1           |           | 4 | Crusaders | 3     |       |  |
|  |             |                 |             |           | 4 | Crusaders | 3     |       |  |
|  |             |                 | 6           | Coleraine | 2 |           |       |       |  |
|  | 5           | Glentoran       | 6           | Coleraine | 2 | 0         |       |       |  |
|  | 5           | Glentoran       |             |           |   | 0         |       |       |  |
|  | 6           | Coleraine       | 3           |           |   |           |       |       |  |
|  | 6           | Coleraine       | 3           |           |   |           |       |       |  |
|  |             |                 |             |           |   |           |       |       |  |

### Semifinales
| 1 de mayo de 2024 | Crusaders                   | 3:1 (2:1) | Carrick Rangers | Estadio Seaview, Belfast |  |
| 19:45 BST         | Lecky 7', 54' · Nixon 45+1' | Reporte   | Gibson 45+3'    |                          |  |

| 1 de mayo de 2024 | Glentoran | 0:3 (0:2) | Coleraine                       | The Oval, Belfast |  |
| 19:45 BST         |           | Reporte   | McGonigle 21', 70' · Kane 45+5' |                   |  |

### Final
| 6 de mayo de 2024 | Crusaders                                                      | 3:2 (2:1) | Coleraine                            | Estadio Seaview, Belfast |  |
| 19:45 BST         | Jarlath O'Rourke 36' · Daniel Larmour 37' · Jordan Owens 90+2' |           | Jamie McGonigle 5' · Josh Carson 70' |                          |  |

## Promoción por la permanencia
El undécimo clasificado de la NIFL Premiership, Ballymena United, se enfrentó al Institute, subcampeón de la temporada 2023-24 de la NIFL Championship, por un lugar en la primera categoría para la temporada 2024-25.
| Ida; 30 de abril de 2024 | Institute    | 1:0 (0:0) | Ballymena United | Ryan McBride Brandywell Stadium, Derry |  |
| 15:00 BST                | Lafferty 58' |           |                  |                                        |  |

| Vuelta; 3 de mayo de 2024 | Ballymena United             | 2:0 (0:0) (Global 2:1) | Institute | Ballymena Showgrounds, Ballymena |  |
| 15:00 BST                 | McCullough 78' · McCurry 87' |                        |           |                                  |  |

Ballymena United venció 2-1 en el resultado global y se mantuvo en la NIFL Premiership, Institute permaneció en la NIFL Championship

## Goleadores
- Actualizado al 27 de abril de 2024.[2]

| Pos. | Jugador          | Equipo          | Goles |
| ---- | ---------------- | --------------- | ----- |
| 1    | Andrew Ryan      | Larne           | 24    |
| 2    | Benjamin Wilson  | Cliftonville    | 18    |
| 3    | Lee Bonis        | Coleraine       | 17    |
| 4    | Benjamin Magee   | Loughgall       | 16    |
| 4    | Daniel Gibson    | Carrick Rangers | 16    |
| 6    | Nathaniel Ferris | Loughgall       | 15    |
| 7    | Ronan Hale       | Cliftonville    | 14    |
| 8    | Ben Kennedy      | Crusaders       | 13    |
| 9    | Conor McKendry   | Coleraine       | 12    |
| 9    | Matthew Shevlin  | Coleraine       | 12    |